# Lago Medeweger
El lago Medeweger (en alemán: Medewegersee) es un lago situado en el distrito de Ludwigslust-Parchim, en el estado de Mecklemburgo-Pomerania Occidental (Alemania), a una altitud de 39.4 metros; tiene un área de 95 hectáreas.